# Maksim Skavysh
Maksim Skavysh (en bielorruso: Максим Скавыш; Minsk, Unión Soviética, 13 de noviembre de 1989) es un futbolista bielorruso que juega de delantero y su equipo es el FC Torpedo Zhodino de la Liga Premier de Bielorrusia.

## Biografía
Maksim Skavysh empezó su carrera futbolística en las categorías inferiores del BATE Borisov. En 2007 debutó con la primera plantilla del club. Ese año, en el que el equipo ganó la Liga, disputó un encuentro.
En verano de 2008 el club se clasificó por primera vez en su historia para disputar la fase final de la Liga de Campeones de la UEFA; Maksim Skavysh disputó el partido BATE Borisov 0-1 Real Madrid. Esa misma temporada, en la que Skavysh disputó 16 partidos de liga, ayudó a su equipo a proclamarse de nuevo campeón.
En la temporada 12-13 fue cedido al FC Baltika Kaliningrad, club que pagaría 66 miles de € por él en la siguiente temporada.
En la temporada 15-16 llegó libre al FC Torpedo Zhodino.

## Selección nacional
Hasta la fecha ha disputado 32 partidos y ha anotado tres goles con la selección absoluta de Bielorrusia.

## Clubes
| Club                          | País                   | Año       |
| ----------------------------- | ---------------------- | --------- |
| BATE Borísov                  | Bandera de Bielorrusia | 2007-2013 |
| FC Belshyna Babruisk (cedido) | Bandera de Bielorrusia | 2012      |
| FC Baltika Kaliningrad        | Bandera de Rusia       | 2013-2015 |
| FC Torpedo Zhodino            | Bandera de Bielorrusia | 2015-2016 |
| Hapoel Kfar Saba              | Bandera de Israel      | 2016      |
| FC Torpedo Zhodino            | Bandera de Bielorrusia | 2017      |
| BATE Borísov                  | Bandera de Bielorrusia | 2018-2021 |
| Shakhtyor Soligorsk           | Bandera de Bielorrusia | 2021-2024 |
| FC Torpedo Zhodino            | Bandera de Bielorrusia | 2024-     |

## Palmarés
- 2 Ligas de Bielorrusia (FC BATE; 2007 y 2008)